# Eric Brown (attore)
Eric Brown (New York, 22 novembre 1964) è un attore statunitense. È conosciuto soprattutto per il suo ruolo di Phillip Fillmore in Lezioni maliziose del 1981 e come Vinton "Buzz" Harper Jr. nella serie televisiva La mamma è sempre la mamma (1983).

## Filmografia
- The Autobiography of Miss Jane Pittman - film TV (1974)
- The Dain Curse - miniserie TV (1978)
- Lezioni maliziose (1981)
- La mamma è sempre la mamma - serie TV, 31 episodi (1983-1984)
- They're Playing with Fire (1984)
- Mai dire sì - serie TV, 1 episodio (1984)
- CBS Schoolbreak Special - serie TV, 1 episodio (1985)
- Home - film TV (1987)
- Waxwork - Benvenuti al museo delle cere (1988)
- Video Murders (1988)
- Il patrigno II (1989)
- Rock-A-Die Baby (1989)
- L'occasione per cambiare (Outside Providence), regia di Michael Corrente (1999)